# Гвидаке
Гвидаке (груз. გვიდაქე) — село в Грузии, в муниципалитете Душети края Мцхета-Мтианети. 

## География
Село расположено в северной части края, в 56 километрах по прямой к северо-западу от центра муниципалитета Душети. Высота центра — 1360 метров над уровнем моря.

## Население
По данным переписи населения 2014 года, в селе проживало 17 человек.
| Год  | Население | Мужчины | Женщины |
| ---- | --------- | ------- | ------- |
| 1926 | 155       | 68      | 87      |
| 2002 | 33        | 18      | 15      |
| 2014 | 17        | 10      | 7       |